# Distrikt Pueblo Nuevo (Leoncio Prado)
Der Distrikt Pueblo Nuevo liegt in der Provinz Leoncio Prado in der Region Huánuco in Zentral-Peru. Der Distrikt wurde am 26. Mai 2016 aus Teilen des Distrikts José Crespo y Castillo gebildet. Er erstreckt sich über eine Fläche von 320 km². Beim Zensus 2017 wurden 4474 Einwohner gezählt. Sitz der Distriktverwaltung ist die etwa 590 m hoch gelegene Ortschaft Pueblo Nuevo mit 741 Einwohnern (Stand 2017). Pueblo Nuevo befindet sich 25,5 km nordnordwestlich der Provinzhauptstadt Tingo María. Die Nationalstraße 5N von Tingo María nach Tocache durchquert den Distrikt.

## Geographische Lage
Der Distrikt Pueblo Nuevo befindet sich zentral in der Provinz Leoncio Prado. Der Río Huallaga durchquert den Distrikt in nördlicher Richtung. Der östlich des Río Huallaga gelegene Hauptteil des Distrikts erstreckt sich über die Westflanke der Cordillera Azul.
Der Distrikt Pueblo Nuevo grenzt im Südosten an die Distrikte Hermilio Valdizán und Luyando, im Südwesten an die Distrikte Castillo Grande und Rupa-Rupa, im Westen an den Distrikt José Crespo y Castillo, im Norden an den Distrikt Santo Domingo de Anda sowie im Osten an den Distrikt Padre Abad (Provinz Padre Abad).

## Ortschaften
Im Distrikt gibt es neben dem Hauptort folgende größere Ortschaften:
- La Esperanza (250 Einwohner)
- Puerto Angel (221 Einwohner)
- Saipai (207 Einwohner)
- San Miguel (210 Einwohner)
- Santa Lucía (545 Einwohner)
- Santa Martha (321 Einwohner)